# 白石阿島
白石 阿島（しらいし あしま、2001年4月3日 - ）は、アメリカ・ニューヨーク在住の女子クライミング選手。日系アメリカ人（日本とアメリカの二重国籍）。
6歳からクライミングを始める。初期のコーチはオービ・キャリオン(Obe Carrion)。

## 経歴
2001年4月3日、日本人の両親のもと米国ニューヨーク市に生まれる。阿島という名前は父の故郷、愛媛県新居浜市阿島から取られた。。父の久年はPoppoとして知られる舞踏家で、妻のツヤに誘われ1978年に最新アートの発信地でもあるマンハッタンのチェルシーに渡った。
幼少のころから両親に連れられてセントラル・パークに通っていたが、6歳のときにセントラル・パーク内の外岩ラット・ロックでボルダリングと出会う。このとき、家族の誰もボルダリングというスポーツがあることを知らなかったが、阿島がクライミングが得意だということに気づいた久年は、毎日のようにラット・ロックに連れていった。クライミングは知らなかった久年だが、舞踏家として修練した経験から体の動かし方は教えることができた。阿島もフィギュアスケートを習っていたが、岩登りに夢中になり、体の動かし方が面白くダンスしているように感じた。ニューヨーカー誌は阿島を「ザ・ウォールダンサー」と評している。

## エピソード
- 6歳か7歳のころ、雲梯から落ちて乳歯が1本抜けてしまったことがあるが、数か月後には克服して雲梯での練習を続けていた[1]。
- トレードマークの前髪は父の久年が切り揃えており、大会に出場する際に履くクライミングパンツは母のツヤが手作りしている[7]。
- 11歳のとき、ケンタッキー州のレッドリバーゴージュを訪れた際に、アダム・オンドラと出会う。Lucifer (5.14c) を一緒にトライしたが、それまでにもトライしたことのあった阿島がアダムよりも先に登ってしまった。その日、何度か落ちていたアダムは驚いていたという。同じ年に来日した際は、「ライバルは？」と聞かれて「アダム・オンドラ」と答えている。[8]

## 岩場の記録

### ボルダリング
- V15
  - Horizon: 五段+/V15 (8C): (2016年3月、九州・比叡)
    - 第2登 (初登者、小山田大)、女性による世界初のV15、史上最年少[9][10]

  - Sleepy Rave: V15 (8C): (2016年8月、オーストラリア・グランピアンズ)
    - 小山田大初登の The Wheel of Life(5.14d/V15)の後半4分の3の課題[11][12]
    - 再登者によってV13へのダウングレードも提唱されている[13]

- V14
  - Golden Shadow: V14 (8B+): (2014年7月、南アフリカ・ロックランズ)
    - 女性としては尾川智子に次ぐ史上2人目のV14、 V14の最年少記録としてMirko Caballeroと並ぶ[14][15]
    - 世界のトップクライマー達が再登してきた フレッド・ニコル初登の伝説的な課題[16]

  - The Swarm: V14 (8B+): (2015年1月、カルフォルニア・ ビショップ)
    - 女性第1登[17]

  - Nuclear War: V14 (8B+): (2015年10月、ニューヨーク・ガンクス)[18]
  - Terre de Sienne: V14 (8B+): (2015年11月、テキサス・フエコ)
    - 女性第1登 (初登者、フレッド・ニコル)[19]

  - Phenomena: 五段/V14 (8B+): (2015年12月、九州・日之影)
    - わずか30分で第2登 (初登者、小山田大)[20]

- V13
  - Crown of Aragorn: V13 (8B): (2012年3月、テキサス・フエコ)
    - V13の最年少記録[21]

  - Steady Plums Direct: V13 (8B): (2012年8月、南アフリカ・ロックランズ)
    - 第2登[22] (初登者、Paul Robinson ※グレード未確定[23])

  - Fragile Steps: V13 (8B): (2012年8月、南アフリカ・ロックランズ)[24]
  - One Summer in Paradise: V13 (8B): (2013年8月、スイス・マジックウッド)[25]
  - The Automator: V13 (8B): (2013年8月、コロラド・ロッキーマウンテン)
    - 女性では2人目[26]

  - Beta Move: V13: (2014年7月、南アフリカ・ロックランズ)[14][15]

- V12
  - Chblanke: V11/V12 (8a/8a+): (2011年3月、テキサス・フエコ)[21]
  - Right Martini: V12: (2011年3月、テキサス・フエコ)[21]
  - Wetness the Fatness: V12: (2015年10月、ニューヨーク・ガンクス)[18]

- V11
  - Ashi-Mandala extended: V11 (8A): (ニューヨーク・ラットロック)
    - 初登[27]

  - Roger in the Shower: V11 (8A): (2011年3月、テキサス・フエコ)[21]
  - Black Demon: V11 (8A): (2012年8月、南アフリカ、ロックランズ)
    - 女性第1登、V11のフラッシュ最年少記録[22]

  - Worthless: V11: (2015年10月、ニューヨーク・ガンクス)[18]

- V10
  - The Wave: V10 (7C+): (ニューヨーク・ラットロック)[27]
  - Power of Silence: V10 (7C+): (2010年3月、テキサス・フエコ)[27]
  - くの一: V10 (7C+): (2015年12月、九州・比叡)
    - 初登[20]

  - カンダカラ: 三段/V10 (7C+): (2015年12月、九州・比叡)[20]

### ルート
- 5.15a
  - Ciudad de Dios: 5.14d/5.15a (9a or 9a+): (2015年3月、スペイン・サンタリーニャ)[28]

- 5.14d
  - Open Your Mind Direct: 5.14d (9a)※: (2015年3月、スペイン・サンタリーニャ)
    - ホールド欠損後の初登、※グレードアップの提唱が確定すると女性初の5.15a[29]

- 5.14c
  - Southern Smoke: 5.14c: (2012年10月、ケンタッキー・レッドリバーゴージュ)
    - 第4登、5.14cのレッドポイント最年少記録[30]

  - Lucifer: 5.14c: (2012年10月、ケンタッキー・レッドリバーゴージュ)[31]

- 5.14a
  - God's Own Stone: 5.14a (8b+): (2012年10月、ケンタッキー・レッドリバーゴージュ)[30]
  - Omaha Beach: 5.14a (8b+): (2012年10月、ケンタッキー・レッドリバーゴージュ)
    - 5.14aのフラッシュ最年少記録[30]

## 競技会の戦績
| 2010 (第11回)  | 2011 (第12回)  | 2012 (第13回)  | 2013 (第14回)  | 2014 (第15回)  | 2015 (第16回)    | 2016 (第17回)  |
| -------------- | -------------- | -------------- | -------------- | -------------- | ---------------- | -------------- |
| 優勝 (ユースD) | 優勝 (ユースD) | 優勝 (ユースD) | 優勝 (ユースC) | 優勝 (ユースC) | 準優勝 (ユースB) | 優勝 (ユースB) |

- 第18回 (2015年) JOC ジュニアオリンピックカップ[32]
  - ユースB 女子 優勝 (オープン参加): 決勝ラウンドの全2課題を唯一完登する[33]

| 年   | 開催地 | 種目         | カテゴリー | 順位 |
| ---- | ------ | ------------ | ---------- | ---- |
| 2015 | アルコ | ボルダリング | ユースB    | 優勝 |
| 2015 | アルコ | リード       | ユースB    | 優勝 |
| 2016 | 広州   | ボルダリング | ユースB    | 優勝 |
| 2016 | 広州   | リード       | ユースB    | 優勝 |

## その他の受賞歴
- タイム誌の『2015年の最も影響力のあるティーン30人 (The 30 Most Influential Teens of 2015)』に選ばれた[35]。

- クライミング・マガジンの『2015年ゴールデン・ピトン賞、クライマー・オブ・ザ・イヤー (2015 Golden Pitons: Climber of the Year)』に選ばれた[36]。

## 主な映像作品

### ムービー
- Origins: Obe & Ashima (Reel Rock 6) (2011)[37]、監督 ジョシュ・ロウウェル、製作 Sender Films
  - 5 Point Film Festival 2012年度 最優秀賞受賞[38]
- Reel Rock 若き大物たち 前編[39]、後編[40]
- Ashima: Return of the Warrior Ninja Princess (2012)、監督 Jason Jehl、製作 Sender Films
- Chasing Winter (2012) [41]
- Out of Sight II (2014)

### CM
- キョーリン製薬グループ Web CM ｢ボルダリング少女｣篇 (2014)

## 参照
1. 1 2  “Team Clif Bar アスリート&アンバサダー”.  Clif Bar. 2016年4月20日時点のオリジナルよりアーカイブ。2016年4月20日閲覧。
2. ↑  “スポーツヒューマン 試合より岩場 少女は登る”. 朝日新聞. (2017年6月17日)
3. 1 2 3  Julie Bosman (2012年5月12日). “Tiny Hand Over Hand: Ashima Shiraishi, 11, Conquers Difficult Bouldering Climbs”. The New York Times 2013年1月27日閲覧。
4. 1 2  今井尚 (2016年4月14日). “女子高生クライマー白石阿島さん、未知の世界へ”. ハフィントン・ポスト.  オリジナルの2016年4月14日時点におけるアーカイブ。 2016年5月15日閲覧。
5. ↑  Jack Anderson (1993年10月25日). “Dance in Review”.  The New York Times.  オリジナルの2012年5月16日時点におけるアーカイブ。 2016年5月18日閲覧。
6. 1 2  Nick Paumgarten (2016年1月11日). “The Wall Dancer”. The New Yorker.  オリジナルの2016年1月11日時点におけるアーカイブ。 2016年5月18日閲覧。
7. ↑  ディレクター：西橋麻衣子,石川裕子 (23 September 2015). “１４歳の天才クライマー・白石阿島の世界デビューに密着！”. フジサンケイ・コミュニケーションズ・インターナショナル. 2016年4月20日閲覧. {{cite episode}}: |series=は必須です。 (説明)
8. ↑  宗宮誠祐「白石阿島インタビュー」『ROCK & SNOW 071』2016春号、山と溪谷社、81-84頁、ISBN 978-4-635-92439-9。
9. ↑  “白石阿島、九州・比叡のホライゾンを第2登”. CLIMBING-net／山と溪谷社. (2016年3月22日).  オリジナルの2016年4月19日時点におけるアーカイブ。 2016年3月23日閲覧。
10. ↑  『【Reel Rock -リール・ロック-】第6話: 若き大物たち 後編｜歴史を創るクライマーたち』2016年。2021年9月1日閲覧。
11. ↑  “Ashima Shiraishi Climbs second V15 - Sleepy Rave”. DPM Climbing. (2016年8月11日).  オリジナルの2016年8月15日時点におけるアーカイブ。 2016年8月15日閲覧。
12. ↑  Björn Pohl (2016年8月4日). “Ashima repeats Sleepy rave, ~8C”. UK Climbing.  オリジナルの2016年8月15日時点におけるアーカイブ。 2016年8月15日閲覧。
13. ↑  “白石阿島［Ashima Shiraishi］、オーストラリアで2本目のV15課題を完登”. CLIMBING-net／山と溪谷社. (2016年8月19日).  オリジナルの2016年8月20日時点におけるアーカイブ。 2016年8月21日閲覧。
14. 1 2  Laren Cyphers (2014年7月11日). “Ashima Shiraishi, 13, Becomes Second Female to Climb V14”. Rock & Ice.  オリジナルの2016年7月14日時点におけるアーカイブ。 2016年8月15日閲覧。 {{cite news}}: |archive-date=と|archive-url=の日付が異なります。（もしかして：2014年7月14日） (説明)⚠
15. 1 2  Leslie Hittmeier (2014年7月12日). “Ashima Shiraishi Becomes Second Female To Climb V14”. Climbing.  オリジナルの2014年7月14日時点におけるアーカイブ。 2016年8月15日閲覧。
16. ↑  “First V14 for 13-Year-Old Ashima Shiraishi”. DPM Climbing. (2014年7月11日).  オリジナルの2015年1月4日時点におけるアーカイブ。 2016年8月15日閲覧。
17. ↑  “Ashima Sends the Swarm (V13/14)”. DPM Climbing. (2015年1月1日).  オリジナルの2015年1月4日時点におけるアーカイブ。 2016年8月15日閲覧。
18. 1 2 3  “アシマ・シライシ(14)、V14、V12、V11を1日で完登”. CLIMBING-net／山と溪谷社. (2015年10月22日).  オリジナルの2015年10月27日時点におけるアーカイブ。 2016年8月5日閲覧。
19. ↑  Björn Pohl (2015年11月). “Terre de Sienne, ~8B/+, by Ashima Shiraishi”. UK Climbing.  オリジナルの2015年11月28日時点におけるアーカイブ。 2016年8月15日閲覧。
20. 1 2 3  “白石阿島、九州・日之影のフェノメナ(V14/五段)を第2登”. CLIMBING-net／山と溪谷社. (2016年1月8日).  オリジナルの2016年1月12日時点におけるアーカイブ。 2016年8月5日閲覧。
21. 1 2 3 4  “10-year-old Ashima Sends Crown of Aragorn (V13)”. DPM Climbing. (2012年3月21日).  オリジナルの2012年6月26日時点におけるアーカイブ。 2016年8月15日閲覧。
22. 1 2  Katie Arnold (2012年8月22日). “11-Year-Old Climber Ashima Shiraishi Sends South Africa”. Outside.  オリジナルの2016年8月15日時点におけるアーカイブ。 2016年8月15日閲覧。
23. ↑  Alex Baiale (2012年8月17日). “Shiraishi: V13 Redpoint, V11 Flash in Rocklands”. Climbing.  オリジナルの2013年11月7日時点におけるアーカイブ。 2016年8月15日閲覧。
24. ↑  “3rd V13 for Ashima Shiraishi”. DPM Climbing. (2012年8月27日).  オリジナルの2012年8月30日時点におけるアーカイブ。 2016年8月15日閲覧。
25. ↑  “Shiraishi, Caballero Climb Same V13 in Magic Wood, Switzerland”. Climbing. (2013年8月15日).  オリジナルの2015年9月26日時点におけるアーカイブ。 2016年8月15日閲覧。
26. ↑  “Ashima Climbs The Automator (V13) in RMNP”. Climbing. (2013年8月29日).  オリジナルの2013年8月31日時点におけるアーカイブ。 2016年8月15日閲覧。
27. 1 2 3  Jackie Hueftle, source: Andy Klier (2010年3月27日). “8 Year Old Girl Sends Power of SIlence (V10)”. DPM Climbing.  オリジナルの2011年9月10日時点におけるアーカイブ。 2016年8月15日閲覧。
28. ↑  Björn Pohl (2015年3月). “Ciudad de Dios, 9a/+, by Ashima”. UK Climbing.  オリジナルの2016年3月5日時点におけるアーカイブ。 2016年8月22日閲覧。
29. ↑  “Ashima Shiraishi Climbs Possible 5.15”. Climbing. (2015年3月18日).  オリジナルの2016年3月13日時点におけるアーカイブ。 2016年8月22日閲覧。
30. 1 2 3  “Ashima Sends Southern Smoke (5.14c)”. DPM Climbing. (2012年10月26日).  オリジナルの2012年10月30日時点におけるアーカイブ。 2016年8月22日閲覧。
31. ↑  “Ashima Shiraishi Tearing It Up In The Red River Gorge”.   EPIC TV (2014年10月6日). 2016年8月21日時点のオリジナルよりアーカイブ。2016年8月22日閲覧。
32. ↑  “第１８回 ＪＯＣジュニアオリンピックカップ”.  日本フリークライミング協会. 2015年8月17日時点のオリジナルよりアーカイブ。2016年8月21日閲覧。
33. ↑  “JOC（ジュニアオリンピック）優勝！“白石阿島”が魅せた余裕の完登”. FINEPLAY. (2015年9月7日).  オリジナルの2016年8月15日時点におけるアーカイブ。 2016年8月21日閲覧。
34. ↑  “アスリート白石阿島”.   日本スポーツクライミングカウンシル. 2015年11月23日時点のオリジナルよりアーカイブ。2016年11月23日閲覧。
35. ↑  “The 30 Most Influential Teens of 2015”. TIME. (2015年10月27日) 2016年4月20日閲覧。
36. ↑  “2015 Golden Pitons: Climber of the Year”. Climbing. (2016年2月2日).  オリジナルの2016年4月20日時点におけるアーカイブ。 2016年4月20日閲覧。
37. ↑  『【ReelRock-リール・ロック-】 第6話:白石阿島＆オーベ・キャリオン｜歴史を創るクライマーたち』2011年。2021年9月2日閲覧。
38. ↑  “2012 festivals”.   5 Point Film Festival. 2014年5月1日時点のオリジナルよりアーカイブ。2016年4月20日閲覧。
39. ↑  “Reel Rock 第5話: 若き大物たち 前編”. www.redbull.com. 2021年9月1日閲覧。
40. ↑  『【Reel Rock -リール・ロック-】第6話: 若き大物たち 後編｜歴史を創るクライマーたち』。2021年9月1日閲覧。
41. ↑  Denali, Born (2012-12-19), CHASING WINTER • Official Trailer 2021年9月2日閲覧。